# Antonio Gomez

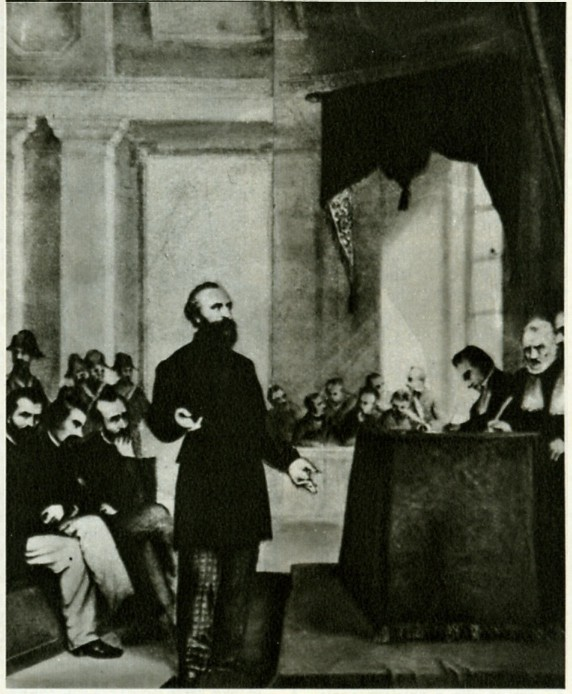
Felice Orsini di fronte ai giudici nel febbraio 1858. Alle spalle seduti, da sinistra, i complici: Carlo Di Rudio, Antonio Gomez e Giovanni Andrea Pieri

Antonio Gomez (Napoli, 1829 – Napoli, post 1887) è stato un patriota italiano, noto per essere stato complice di Felice Orsini nell'attentato a Napoleone III del 1858.

## Biografia
Napoletano d'origine, Antonio Gomez fu un "giovinastro scapestrato, appena si trovava qualche soldo, lo spendeva nell'ubbriachezza e negli stravizi. Il lavoro e lui furono sempre nemici. Volontario nella prima guerra di indipendenza del 1848, emigrò in Francia, ove si arruolò nella Legione straniera francese prestando servizio in Algeria dal maggio 1853 al giugno del 1855. Cameriere su un piroscafo, il 7 dicembre 1855, Gomez fu condannato a Marsiglia a sei mesi di carcere per aver perso un baule affidatogli; scontata la pena nel 1856 emigrò in Inghilterra a Birmingham e poi a Londra come garzone nel Café Chantant di Leicester Square.
In Inghilterra aderì al movimento mazziniano e il 14 gennaio 1858, a Parigi, partecipò con Carlo Di Rudio e Giovanni Andrea Pieri all'attentato a Napoleone III di Francia ordito da Felice Orsini. Difatti Antonio Gomez, posizionato di fronte all'Opéra national de Paris, fu il primo a lanciare la bomba contro il corteo imperiale, immediatamente seguito nel gesto da Carlo Di Rudio e Felice Orsini. Fu arrestato poco dopo al ristorante Brogi, ove si era rifugiato.
Il 26 febbraio 1858 fu condannato dalla corte d'Assise di Parigi per circostanze attenuanti ai lavori forzati a vita. Scontò 29 anni nel carcere della Caienna e, liberato nel marzo 1887, a seguito della grazia, si ritirò a Napoli ove morì, in estrema miseria, in età avanzata.